# Élections législatives guinéennes de 1980
Des élections législatives ont eu lieu en république de Guinée le 27 janvier 1980. Le pays était à l’époque un État à parti unique, avec le parti démocratique de Guinée – rassemblement démocratique africain comme seul parti légal. Le parti a produit une liste de 210 candidats pour les 210 sièges (au lieu de 150), que les électeurs ont été invités à approuver. Le taux de participation électorale aurait été de 95,69 %.

## Résultats
|                                    |                                            |           |        |        |     |  |  |  |  |  |  |  |  |  |
| Parti                              | Parti                                      | Votes     | %      | Sièges | +/– |  |  |  |  |  |  |  |  |  |
|                                    | Parti démocratique de Guinée-RDA (PDG-RDA) | 2 393 600 | 100    | 210    | 60  |  |  |  |  |  |  |  |  |  |
|                                    |                                            |           |        |        |     |  |  |  |  |  |  |  |  |  |
| Total                              | Total                                      | 2 393 600 | 100    | 210    | 60  |  |  |  |  |  |  |  |  |  |
| Votes valides                      | Votes valides                              | 2 393 600 | 99,80  |        |     |  |  |  |  |  |  |  |  |  |
| Votes invalides / blancs           | Votes invalides / blancs                   | 4 756     | 0,20   |        |     |  |  |  |  |  |  |  |  |  |
| Total des votes                    | Total des votes                            | 2 398 356 | 100,00 |        |     |  |  |  |  |  |  |  |  |  |
| Electeurs inscrits / participation | Electeurs inscrits / participation         | 2 506 298 | 95,69  |        |     |  |  |  |  |  |  |  |  |  |